# Asia nororiental
El noreste de Asia es una subregión geográfica de Asia. Su masa continental y sus islas del noreste están limitadas por el Océano Pacífico Norte. 

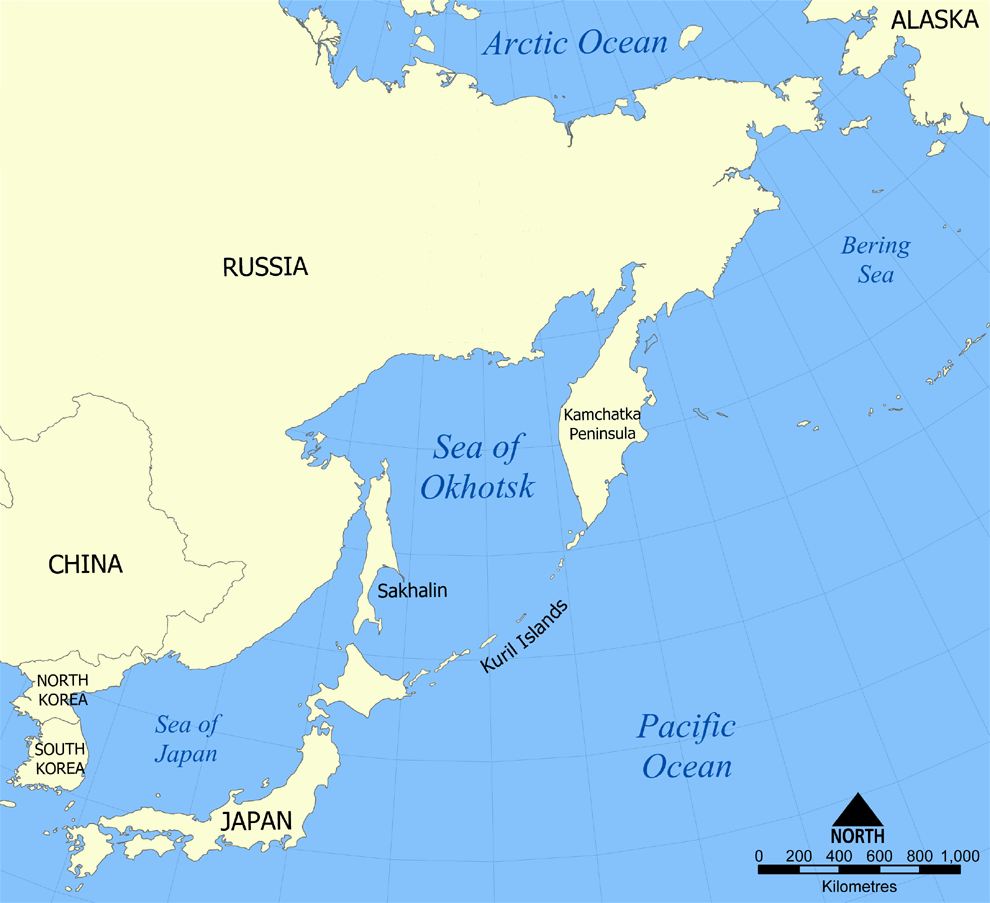
Mapa con partes de los países y territorios que conforman la región del Noreste Asiático. Aquí se muestra la costa del noreste de Asia.

El término Noreste de Asia fue popularizado durante la década de 1930 por el historiador y politólogo estadounidense Robert Kerner. Según la definición de Kerner, el "noreste de Asia" incluye el archipiélago japonés, la península de Corea, la meseta de Mongolia, la llanura del noreste de China y las regiones montañosas del Lejano Oriente ruso, que se extienden desde el río Lena en el oeste hasta el océano Pacífico en el este.

## Definiciones
La definición de Asia nororiental no es estática, sino que a menudo cambia según el contexto en el que se analiza.
La subregión del noreste de Asia comprende China, Japón y Corea, y normalmente también incluye Mongolia y Siberia. En las fuentes también se incluyen con frecuencia partes o la totalidad del norte de China. El Instituto de Investigaciones Económicas para el Noreste Asiático define la región como China, Japón, Corea, Mongolia y Rusia.
Las ciudades destacadas de esta zona incluyen Busan, Changchun, Dalian, Harbin, Hiroshima, Incheon, Jabárovsk, Kitakyushu, Kōbe, Kioto, Nagasaki, Nagoya, Osaka, Pionyang, Sapporo, Seúl, Shenyang, Tokio, Ulán Bator, Vladivostok y Yokohama.

## Economía

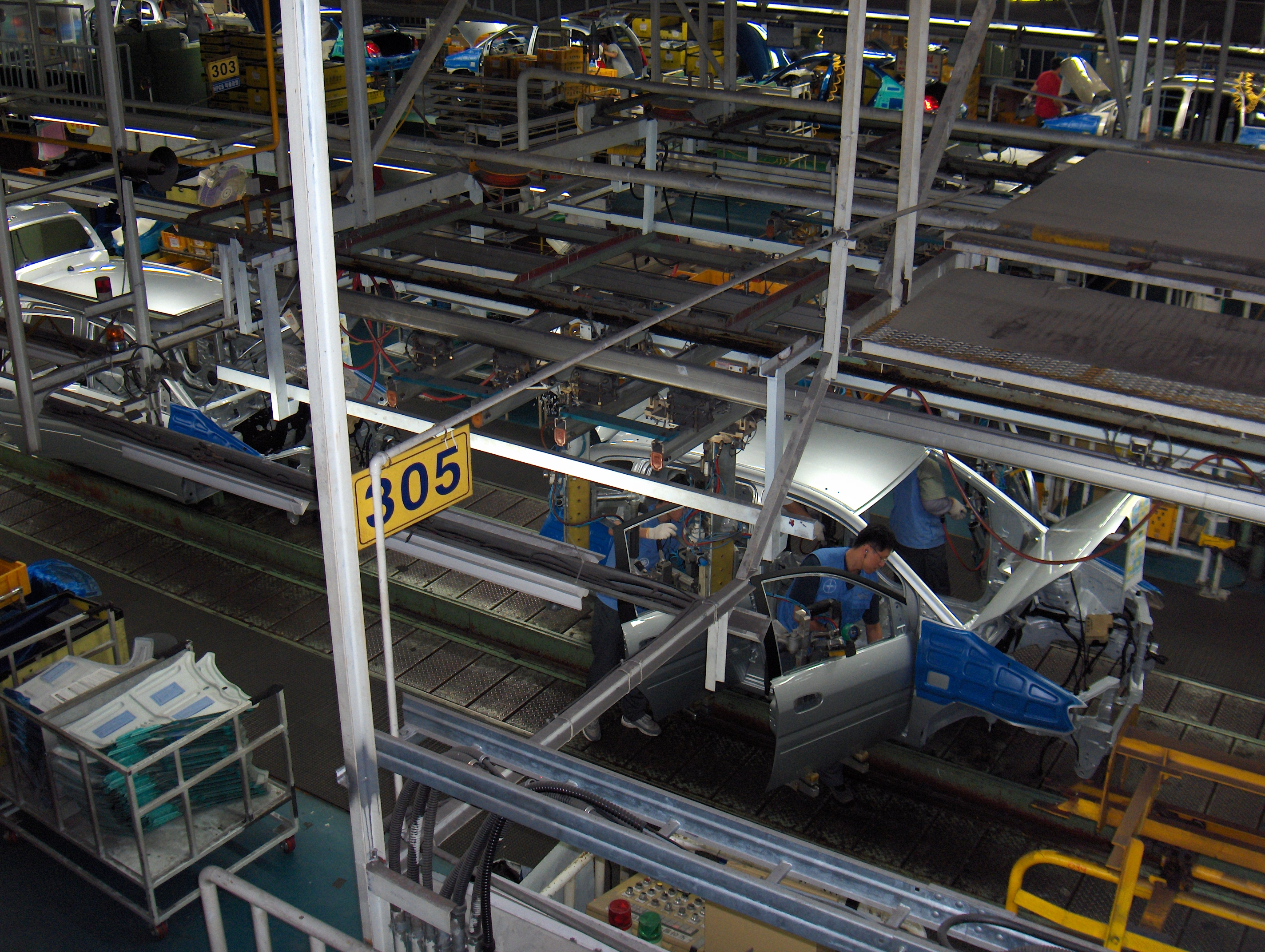
La planta de fabricación de automóviles más grande del mundo en Corea del Sur

El noreste de Asia es una de las regiones económicas más importantes del mundo y representó el 25,3% del PIB nominal mundial en 2019, un poco más que Estados Unidos. También es uno de los principales centros políticos y tiene una influencia significativa en las relaciones internacionales. A finales de la década de 1990, el noreste de Asia tenía una participación del 12% del consumo mundial de energía, con una fuerte tendencia creciente. Para 2030, se espera que el principal crecimiento económico de la región duplique o triplique esta proporción.

## Biogeografía
En biogeografía, el noreste de Asia generalmente se refiere aproximadamente al área que abarca el archipiélago japonés, la península de Corea, el noreste de China y el Lejano Oriente ruso entre el lago Baikal en el sur de Siberia y el Océano Pacífico.
El noreste de Asia está cubierto principalmente por bosques templados, taiga y la estepa euroasiática, mientras que la tundra se encuentra en el extremo norte de la región. Las temperaturas de verano e invierno son muy contrastadas. También es una zona montañosa.